# Patience d'eau
Rumex hydrolapathum
Pour les articles homonymes, voir Patience (homonymie).
Espèce
Classification phylogénétique
Statut de conservation UICN

 LC  : Préoccupation mineure
La Patience d'eau ou Patience aquatique (Rumex hydrolapathum) est une plante de la famille des Polygonacées.

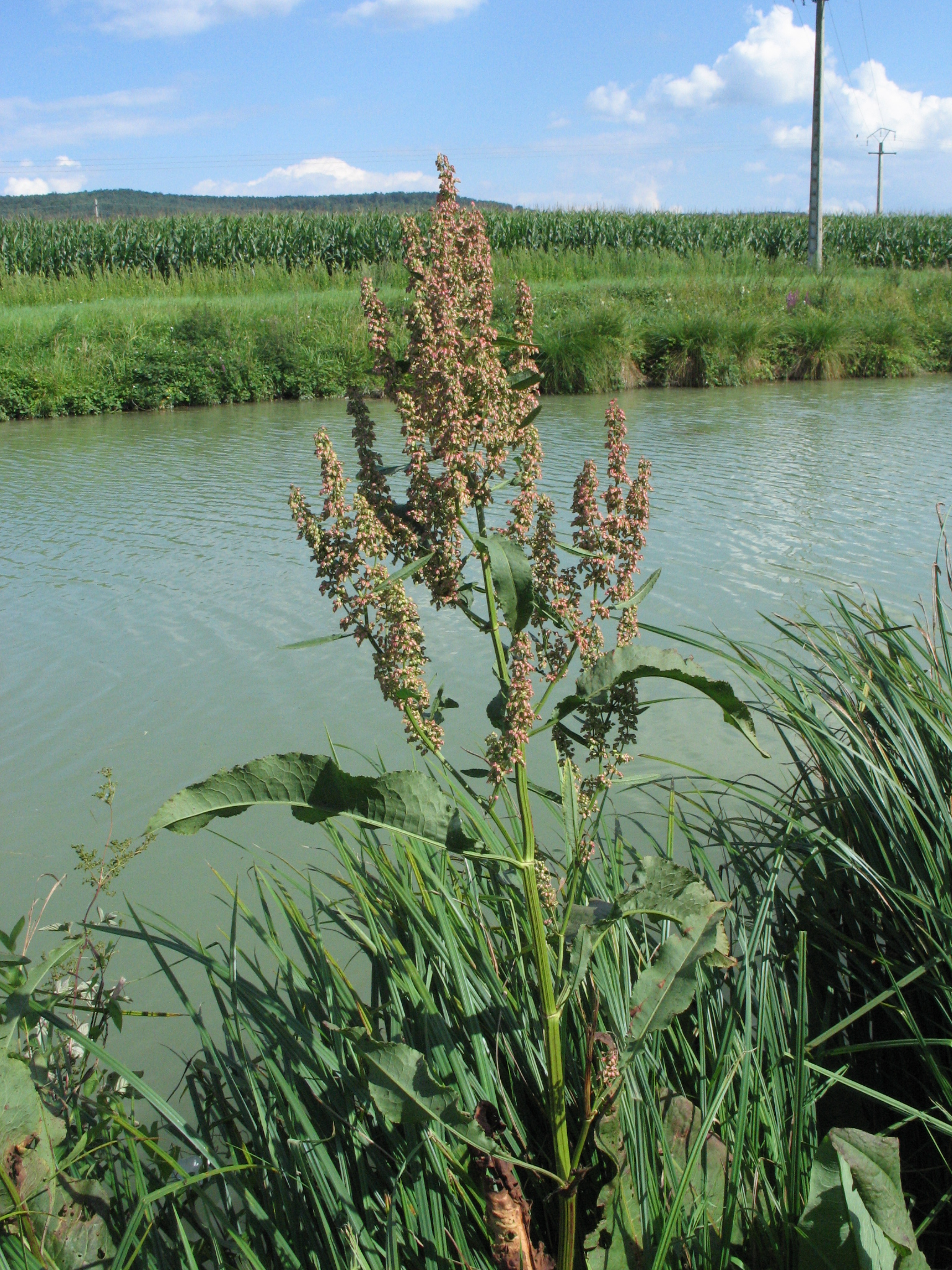
Rumex hydrolapathum.

## Description
C'est une grande plante herbacée pouvant atteindre 2 m. Elle pousse dans des endroits humides, au bord des cours d'eau ou des eaux stagnantes.

### Caractéristiques
Organes reproducteurs
- Couleur dominante des fleurs : vert
- Période de floraison : juin-octobre
- Inflorescence : glomérules
- Sexualité : hermaphrodite
- Pollinisation : anémogame

Graine
- Fruit : akène
- Dissémination : hydrochore

Habitat et répartition
- Habitat type : roselières européennes
- Aire de répartition : eurasiatique

Données d'après : Julve, Ph., 1998 ff. - Baseflor. Index botanique, écologique et chorologique de la flore de France. Version : 23 avril 2004.